# Tokachi International Speedway
Il Tokachi International Speedway (十勝インターナショナルスピードウェイ?, Tokachi Intānashonaru Supīdowei) è un circuito motoristico situato nei pressi di Sarabetsu, cittadina della prefettura di Hokkaidō in Giappone. Aperto nel maggio del 1993, ha ospitato per alcuni anni la massima categoria per vetture a ruote scoperte del Giappone, all'epoca denominata Formula 3000.

## La struttura
L'impianto dispone di tre configurazioni: la Grand Prix Course, da 5,091 km, la Clubman Course da 3,405 km, e la Junior da 1,7 km. Sia la configurazione Grand Prix, che la Clubman, dispongono di una classificazione FIA grade 2.

## La storia
Il tracciato è stato inaugurato nel 1993 con una gara endurance, ed ha ospitato, per diverse stagioni, dal 1995, una 24ore destinata a vetture sport. Alla metà degli anni novanta del XX secolo è stata sede di gara anche per la Formula 3000. La prima gara, del 1994 non fu valida per il campionato, mentre nel 1995 s'impose Toranosuke Takagi; un anno dopo fu il turno di Ralf Schumacher.
Dal 2004 vi ha fatto tappa anche il campionato giapponese Super GT.
Nel 2009, a seguito di difficoltà finanziarie, la società che lo gestiva è entrata in crisi, fino a terminare in liquidazione. Dal 2010 la struttura è stata acquistata dalla MSF Corporation.